# جورجو گتسی
جورجو گتسی (به ایتالیایی: Giorgio Ghezzi) بازیکن فوتبال اهل ایتالیا است

## تیم ملی
از سال ۱۹۵۴ میلادی عضو تیم ملی فوتبال ایتالیا بوده و در ۶ بازی ملی حضور داشته‌است. او در بازی‌های ملی‌اش ۸ گل دریافت کرد.
جورجو گتسی آخرین بازی ملی خود را در سال ۱۹۶۱ میلادی انجام داد.